# New Franklin (Missouri)
New Franklin és una població dels Estats Units a l'estat de Missouri. Segons el cens del 2000 tenia 1.145 habitants.

## Demografia
Segons el cens del 2000, New Franklin tenia 1.147 habitants, 483 habitatges, i 310 famílies. La densitat de població era de 332,4 habitants per km².
Dels 483 habitatges en un 32,1% hi vivien nens de menys de 18 anys, en un 50,3% hi vivien parelles casades, en un 10,1% dones solteres, i en un 35,8% no eren unitats familiars. En el 32,7% dels habitatges hi vivien persones soles el 21,1% de les quals corresponia a persones de 65 anys o més que vivien soles. El nombre mitjà de persones vivint en cada habitatge era de 2,32 i el nombre mitjà de persones que vivien en cada família era de 2,91.
Per edats la població es repartia de la següent manera: un 25,5% tenia menys de 18 anys, un 5,5% entre 18 i 24, un 27,6% entre 25 i 44, un 20,1% de 45 a 60 i un 21,3% 65 anys o més.
L'edat mediana era de 38 anys. Per cada 100 dones de 18 o més anys hi havia 83 homes.
La renda mediana per habitatge era de 30.757 $ i la renda mediana per família de 36.875 $. Els homes tenien una renda mediana de 25.982 $ mentre que les dones 18.919 $. La renda per capita de la població era de 12.657 $. Entorn del 8,7% de les famílies i el 13,7% de la població estaven per davall del llindar de pobresa.

## Poblacions més properes
El següent diagrama mostra les poblacions més properes.